# Cucyłów (przystanek kolejowy)
Cucyłów (ukr. Цуцилів, ros. Цуцилов) – przystanek kolejowy w miejscowości Cucyłów, w rejonie nadwórniańskim, w obwodzie iwanofrankiwskim, na Ukrainie.
Przystanek istniał przed II wojną światową.